# Оклумантика (Хари Потър)
Оклумантиката е способност, която дава възможност на даден индивид да затваря ума си, т.е. да се предпази от четенето на мисли. Сивиръс Снейп учи Хари Потър на тази способност през неговата пета година в Хогуортс, но Хари така и не я усвоява.